# 須佐大樹
須佐 大樹（すさ たいき）は、日本の経済学者。関西学院大学経済学部准教授。専門分野は公共経済学、公共選択（政治経済学）。研究テーマは地域間競争と政治構造に関する理論分析。

## 来歴
1985年 東京都に生まれる。東京大学教育学部附属中等教育学校4年時にアメリカへ留学。コロラド州シダレッジハイスクールに学ぶ。
2004年 東京大学教育学部附属中等教育学校卒業、名古屋大学理学部入学。2007年には 名古屋大学経済学部経済学科に転入する。
2009年 名古屋大学経済学部経済学科を卒業し、名古屋大学大学院へ進学。
2015年 名古屋大学大学院経済学研究科博士課程後期課程修了。中部大学経営情報学部助教、椙山女学園大学人間関係学部 非常勤講師、愛知淑徳大学ビジネス学部非常勤講師、中部大学経営情報学部講師、中部大学経営情報学部非常勤講師を歴任。
2020年 立命館大学経済学部准教授となる。
2025年 関西学院大学経済学部准教授となる。 

## 受賞歴
・2015年3月　Student Fellow Award of the Public Choice Society, Public Choice Society 
・2015年11月　「公共選択のフロンティア」優秀報告賞（原田賞）, 公共選択学会 
・2017年7月　中部大学2016年度教育活動優秀賞, 中部大学 
・2021年3月　立命館大学2021年度グッドプラクティス表彰, 担当委員会「就職委員」でのオンラインイベント企画・運営への評価, 立命館大学 
・2022年3月　立命館大学2021年度グッドプラクティス表彰, 担当講義「基礎ミクロ経済学」における反転講義実施への評価, 立 命館大学 
・2024年10月　若手研究者奨励賞, 日本財政学会 